# Pierre Philippe Alyon
Pierre Philippe Alyon (1746 - 1816) fue un médico, botánico, y artista botánico francés.

## Algunas publicaciones

### Libros
- august friedrich Hecker, pierre philippe Alyon. 1812. Traité des différentes espèces de gonorrhées ... Ed. Jourdan. 284 pp.
- 1799. Cours élémentaire de chimie théorique et pratique ... Volumen 1. Ed. Le Normant
- john Rollo, pierre philippe Alyon, antoine-françois de Fourcroy . 1799. Tratado del diabetes sacarino, de las affectiones gástricas, y de las enfermedades que dependen de ellas ... Ed. Aznar. 325 pp. Reeditó Kessinger Publ. 2010. 346 pp. ISBN 1-160-01008-0
- 1798. Ensayo sobre las propiedades medicinales del oxígeno y sobre la aplicación de este principio en las enfermedades venéreas, psóricas y herpéticas. Ed. Pantaleon Aznar. 204 pp.
- --------------, friedrich wilhelm joseph von Schelling. 1798. Versuch über die Eigenschaften des Sauerstoffs als Heilmittels und über die Anwendung dieses Prinzips in verschiedenen Krankheiten: Den 7ten Messidor des Vten Jahrs der Franz. Rep. der Gesellschaft der Aerzte zu Paris vorgelegt ... Aus dem Französischen mit Anmerkungen ( Ensayo sobre las propiedades del oxígeno como producto terapéutico y la aplicación de este principio en diferentes enfermedades: EL 7 DE Messidor Vten años, la sociedad francesa de médicos de París ... Traducido del francés con notas). Ed. Breitkopf und Härtel. 110 pp.
- 1787. Cours de botanique: pour servir à l'éducation des enfans de S.A. sérenissime monseigneur le Duc d'Orleans, où l'on à rassemblé les plantes indigénes et exotiques employées dans les arts et dans la médicine. Ed. Chez l'Auteur ... et Mr. Aubry. 36 pp.